# Ondulipódio

Diagrama transversal de uma cadeia de microtúbulos de axonemas presente em todos ondulipódios. 1-A. e 1-B. unidades de dímeros de Tubulina 2. Par central no interior da bainha central. 3. Braço interior e exterior de dineína. 4. Raio radial. 5. Nexina 6. Membrana plasmática

Undulipódio (do grego "pé oscilante") é um termo usado por alguns autores para distinguir o flagelo dos eucariotas daqueles dos procariotas que são mais simples, têm estrutura, composição protéica e mobilidade diferentes. Este nome foi cunhado para diferenciar estruturas  homólogas presentes na células procariotas. Estruturalmente, é um complexo de microtúbulos juntamente com proteínas motoras.

## Uso
O uso do termo é apoiado por Lynn Margulis,  especialmente para apoiar a sua teoria endossimbiótica.Os cílios eucarióticos são estruturalmente idênticos aos flagelos eucarióticos, embora as distinções são por vezes feitas de acordo com a função e/ou comprimento.
Os biólogos como Margulis defendem firmemente a utilização do nome, por causa das diferenças estruturais e funcionais aparentes entre os cílios e os flagelos das células procariotas e eucariotas. Eles argumentam que o nome de flagelos deve ser restrito apenas a organelas procariotas, como flagelos bacterianos e filamentos axiais das Spirochaetes. No entanto, o termo geralmente não é endossado pela maioria dos biólogos, pois argumenta-se que o propósito original do nome não é suficiente para diferenciar os cílios de flagelos de eucariotos das células procariotas. Por exemplo, o conceito inicial foi a homologia trivial de flagelos de  flagelados e pseudópodes de  rizopóides. O consenso é o uso dos termos "cílios" e "flagelos" para todos os fins.